# Ericydnus aeneus
Ericydnus aeneus är en stekelart som beskrevs av Nikol'skaya 1952. Ericydnus aeneus ingår i släktet Ericydnus och familjen sköldlussteklar. Inga underarter finns listade i Catalogue of Life.